# الجحار (مبين)

تعديل مصدري - تعديل

الجحار هي إحدى قرى عزلة بني الشومي بمديرية مبين التابعة لمحافظة حجة، بلغ تعداد سكانها 462 نسمة حسب تعداد اليمن لعام 2004.